# Väster-Silsjön
Väster-Silsjön är en sjö i Strömsunds kommun i Ångermanland och ingår i Ångermanälvens huvudavrinningsområde. Sjön har en area på 0,786 kvadratkilometer och ligger 251 meter över havet. Sjön avvattnas av vattendraget Stampån.

## Delavrinningsområde
Väster-Silsjön ingår i det delavrinningsområde (707432-152594) som SMHI kallar för Utloppet av Västersjön. Medelhöjden är 289 meter över havet och ytan är 31,6 kvadratkilometer. Det finns inga avrinningsområden uppströms utan avrinningsområdet är högsta punkten. Stampån som avvattnar avrinningsområdet har biflödesordning 3, vilket innebär att vattnet flödar genom totalt 3 vattendrag innan det når havet efter 136 kilometer. Avrinningsområdet består mestadels av skog (83 procent). Avrinningsområdet har 1,68 kvadratkilometer vattenytor vilket ger det en sjöprocent på 5,3 procent.